# Kuala Raja
Kuala Raja is een bestuurslaag in het regentschap Bireuen van de provincie Atjeh, Indonesië. Kuala Raja telt 736 inwoners (volkstelling 2010).